# Matabele (geslacht)
Matabele is een geslacht van kevers uit de familie van de loopkevers (Carabidae). De wetenschappelijke naam van het geslacht is voor het eerst geldig gepubliceerd in 1896 door Peringuey.

## Soorten
Het geslacht Matabele omvat de volgende soorten:
- Matabele arabica Mateu, 1986
- Matabele miranda Peringuey, 1896